# 中国科学院西安光学精密机械研究所
34°10′15″N 108°51′13″E / 34.17071°N 108.85363°E
中国科学院西安光学精密机械研究所（简称：西安光机所），是中华人民共和国的一所光电科学研究机构，是中国科学院直属研究单位，1962年成立，位于陕西省西安市友谊西路234号。首任所长为光学专家龚祖同。

## 沿革
1961年5月，根据当时钱三强和裴丽生的建议，中国科学院陕西分院向上级写报告建议在西安组建中国科学院光学精密机械研究所西安分所。同年11月8日，在北京起草了《关于成立光机所西安分所的设计计划任务书》。之后，中科院党组和二机部党组会同有关方面研究决定，在西安建立第二个光学精密机械研究基地。1962年3月3日，由中国科学院陕西分院党组书记、副院长崔哲宣布，以中国科学院西安原子能所、中科院陕西分院应用光学所、机械所和自动化所部分人员为基础，组建中国科学院光学精密机械研究所西安分所。1962年3月27日，中国科学院正式下文成立该所，任命中科院光学精密机械研究所副所长龚祖同研究员为西安分所所长。龚所长随即率喻焘、郭乃竖、杨秀春、楼绍江等人到任。中科院调任其新技术局副局长苏景一为西安分所副所长，同年5月到任。当年11月，分所成立临时党总支，苏景一任书记。